# Bālā Ganjkolāh
Bālā Ganjkolāh (persiska: گَنج كُلای بالا, Ganj Kolā-ye Bālā, بالا گنجكلاه) är en ort i Iran.   Den ligger i provinsen Mazandaran, i den norra delen av landet, 130 km nordost om huvudstaden Teheran. Bālā Ganjkolāh ligger 160 meter över havet och antalet invånare är 578.
Terrängen runt Bālā Ganjkolāh är kuperad söderut, men norrut är den platt. Terrängen runt Bālā Ganjkolāh sluttar norrut.Runt Bālā Ganjkolāh är det tätbefolkat, med 286 invånare per kvadratkilometer. Närmaste större samhälle är Shīr Savār, 15,3 km norr om Bālā Ganjkolāh. I omgivningarna runt Bālā Ganjkolāh växer i huvudsak blandskog.